# Rayman Legends
Rayman Legends — це відеогра жанру платформер, розроблена компанією Ubisoft Montpellier і видана Ubisoft. Це п'ята основна гра в серії Rayman і пряме продовження гри 2011 року Rayman Origins. Вона була випущена для платформ Microsoft Windows, PlayStation 3, Xbox 360, Wii U та PlayStation Vita у серпні та вересні 2013 року. Версії для PlayStation 4 та Xbox One вийшли у лютому 2014 року, а версія для Stadia — у листопаді 2021 року. Порт для Nintendo Switch під назвою Rayman Legends Definitive Edition вийшов у Північній Америці, Європі та Австралії 12 вересня 2017 року.
Rayman Legends була анонсована на виставці Electronic Entertainment Expo (E3) 2012 для Wii U і планувалася до виходу під час запуску консолі. Однак вихід гри було відкладено на лютий 2013 року з метою доопрацювання, а через фінансовий провал ZombiU відклали ще на півроку і гру було зроблено мультиплатформенною.
Rayman Legends отримав визнання критиків після випуску. Вони високо оцінили візуальні ефекти гри, дизайн рівнів, елементи керування, саундтрек, загальний ігровий процес і велику кількість контенту. Після релізу гра продавалася повільно, але до 2014 року було продано понад мільйон копій.

## Ігровий процес
Гра несе в собі стиль геймплею від Rayman Origins в якому до чотирьох гравців (залежно від формату) одночасно роблять свій шлях через різні рівні. Луми можна зібрати, торкнувшись їх, перемігши ворогів, або звільнивши захоплених Teensies. Збираючи Teensies розблоковує нові світи, які можна грати в будь-якому порядку, коли вони доступні. Разом з Рейманом, Глобусом і Теенсі, які повертаються як ігрові персонажі, гравці тепер можуть контролювати нового персонажа-жінку Барбару, принцесу Варварів, її сестру і своїх кузенів, як тільки вони рятуються з певних етапів.
Окрім головних ігрових персонажів, зелена пляшка Мерфі, яка вперше з'явилася в Rayman 2: The Great Escape, з'являється як допоміжний персонаж. Мерфі може виконувати різні дії, наприклад перерізати мотузки, активувати механізми, хапати ворогів і допомагати в зборі лумів. Вони пропонують ряд рівнів, на яких необхідна співпраця для прогресу. У версіях гри для Wii U, PlayStation Vita та PlayStation 4 додатковий гравець може керувати Мерфі безпосередньо за допомогою сенсорного керування за допомогою Wii U GamePad, переднього сенсорного екрана Vita та сенсорної панелі Dual Shock 4 відповідно. У режимі для одного гравця керування переходить до Мерфі протягом певних розділів, тоді як комп'ютер керує персонажем гравця. У версіях гри для PlayStation 3, Xbox 360, Xbox One і ПК Мерфі рухається автоматично, і йому можна запропонувати взаємодіяти з певними об'єктами за допомогою кнопок керування. Інші нові функції включають розділи, де гравці можуть стріляти снарядними кулаками у ворогів, і рівні ритму, встановлені для кавер-версій таких пісень, як «Black Betty», «Eye of the Tiger» і «Woo-Hoo».
У грі представлено понад сто двадцять рівнів, включаючи сорок ремастерингових рівнів з оригінальної Rayman Origins, які розблоковуються шляхом отримання Щасливих квитків, за які також можна виграти додаткові Люми і Теенсі. Деякі рівні містять реміксовані версії «Invaded», які потрібно пройти якомога швидше. У грі також пропонуються щоденні та щотижневі етапи випробувань, в яких гравці можуть змагатися з іншими гравцями за допомогою таблиць лідерів у таких завданнях, як збір певної кількості Лумів за короткий час або найдовше вижити на етапі. Доступ до більш складних етапів можна отримати, підвищивши рейтинг «крутості» гравця, який збільшується за рахунок збору трофеїв, зароблених за порятунок Теенсі, збору великої кількості Лумів на кожному рівні або за рахунок високої позиції в таблиці лідерів наприкінці випробування. Також є місцева багатокористувацька футбольна гра Kung Foot, в якій гравці використовують атаки, щоб забити футбольний м'яч у ворота суперника.

## Сюжет
Її сюжет розгортається через століття після подій Rayman Origins. З тих пір Рейман, Глобокс і Теейсі сплять. За цей час кошмари Бульбашкового Мрійника стали сильнішими і численнішими, як і Маг (який вижив після вибуху в Rayman Origins), розділився на п'ять «Темних Тейсі». Реймана і друзів будить їх друг Мерфі, який повідомляє їм погані новини і розповідає, що десять принцес землі (включаючи Барбару) і Теенсі були захоплені кошмарами і Темними Теенсі. Рейман, Глобокс, Теенсі і Мерфі вирушають на боротьбу з цими новими загрозами. Після перемоги над чотирма Темними Теенсі і боротьби з найгіршими кошмарами, включаючи механічного дракона, побудованого і керованого четвертим Темним Теенсі на його підводній базі, Рейман і друзі відправляються на Олімп Максимус і стикаються з гігантською хмарою, що складається з маленьких лютих темних створінь з темної енергії, відомих як Рука Аїда. Після того, як істота знищена і останній Темний Теенсі відправлений на Місяць, починаються титри. Якщо врятовано чотириста Теенсі, гравець розблоковує останній світ гри — «Вечірка живих мерців» (Living Dead Party). Після його завершення кошмари переможені, а гравець нагороджується десятьма тисячами лумів і шістьма новими картинами вторгнення. Після того, як гравець збереже всі сімсот (або вісімсот двадцять шість у версії для Nintendo Switch) Теенсі, він розблокує Золотого Теенсі.

## Історія створення
Вперше інформація про гру з'явилася в онлайн-маркетинговому опитуванні, в якому натякнули, що в майбутній «Rayman Origins 2» будуть дракони, вампіри, привиди, повернення Країни лютих мерців, а також дехто дорогий для серії Rayman, на додаток до повернення особливостей з попередника. Згодом Ubisoft зареєструвала доменні імена «RaymanLegends.com» та «Rayman-Legends.com».
27 квітня 2012 року стався витік першого трейлера гри, в якому було розкрито кілька подробиць про неї, включно з новими ігровими персонажами, а також включенням багатокористувацької онлайн-ігри. У кінці трейлера також продемонстровано ексклюзивні функції Wii U, такі як використання NFC, щоб фігурки, розміщені на сенсорному екрані, відображалися в грі, як це було продемонстровано на фігурках Кроликів та Еціо з Assassin's Creed . Пізніше Ubisoft опублікувала заяву, в якій підтвердила свою розробку, хоча заявила, що вона «була призначена як суто внутрішнє демонстраційне відео та жодним чином не представляє фінальну гру, остаточну консоль або їхні функції».
Гра була офіційно представлена для Wii U і продемонстрована Ubisoft на торговій виставці Electronic Entertainment Expo 2012, Murfy з'явився як ігровий персонаж в демо. Хоча Ubisoft тільки підтвердила вихід гри на Wii U, старший ігровий менеджер Ubisoft Майкл Міхолік заявив, що Ubisoft розглядає PS3, Xbox 360 і PC версії Rayman Legends як «ми дивимося на безліч різних варіантів запуску». Трейлер, випущений на Gamescom 2012, показав, що він буде ексклюзивним для Wii U.
Спочатку він мав вийти 30 листопада 2012 року (як заголовок для запуску Wii U). Однак 8 жовтня 2012 року було повідомлено про затримку. 13 грудня 2012 року демоверсія гри була випущена в Wii U eShop . Офіційною датою релізу було оголошено 26 лютого 2013 року, але її перенесли на вересень 2013 року, щоб дати можливість одночасному випуску гри на PlayStation 3 і Xbox 360. Ця затримка засмутила шанувальників, оскільки розробник заявив, що версія Wii U вже готова. Шанувальники розпочали петицію щодо виходу гри в оригінальну дату на Wii U, під якою підписалися понад 11 000 людей. Щоб заспокоїти шанувальників, Ubisoft заявила, що Wii U отримає ще одну ексклюзивну демонстрацію в майбутньому, однак це було сприйнято так само негативно. Розробники, які працювали над грою, також висловили свою огиду з приводу затримки, тоді як творець Мішель Ансель був сфотографований із протестувальниками, які агітували за випуск гри.
У відповідь на затримку, команда розробників оголосила, що вони випустять режим Online Challenges гри безкоштовно через Nintendo eShop, який вийшов 25 квітня 2013 року. Цей режим має щоденні виклики, засновані на одному з п'яти сценаріїв, один з яких є ексклюзивним для Wii U, і має онлайн-етилборди і функціональність привидів. Вони також заявили, що з додатковим часом розробки, вони будуть додавати нові рівні, ворогів і більше до гри. 24 лютого 2013 року було оголошено, що Мішель Ансель і команда Монпельє можуть покинути Ubisoft через суперечки, але Ubisoft спростувала будь-які чутки. За словами Іва Гільємота, голови і Генерального директора Ubisoft, погані показники продажів ZombiU призвели до рішення про прийняття Rayman Legends мультиплатформною грою. Хоча команда розглядала використання Xbox Smartglass для відтворення можливостей гри Wii U Gamepad на Xbox 360, система була недостатньо чутливою.
1 серпня 2013 року було оголошено, що власники Wii U, які завантажили додаток Rayman Legends Challenges до 28 серпня 2013 року, отримають ексклюзивний костюм для Rayman. Попередні замовлення певних версій гри надаються з бонусним персонажем Авеліною, натхненним Авелін де Гранпре з Assassin's Creed III: Liberation, або бонусними костюмами для Реймана. 7 серпня 2013 року на презентації Nintendo Direct було оголошено 2 нові костюми для версії Wii U: костюм Маріо для Реймана та костюм Луїджі для Globox. 23 серпня додаток Rayman Legends Musical Beatbox став доступним в Інтернеті, iTunes і пристроях Android . Ця програма дозволяє користувачам створювати власні пісні з нуля або за допомогою легендарного режиму, який дозволяє редагувати ігрові пісні за допомогою 3 варіантів: Teensies in Trouble, 20000 Lums Under the Sea та Fiesta de los Muertos. 28 серпня 2013 року Ubisoft оголосила на сайті Rayman Legends, що європейську версію PlayStation Vita було відкладено до 12 вересня 2013 року, щоб застосувати «останній рівень полірування», якого гравці очікують від гри Rayman .
У грі є різноманітні вдосконалення двигуна Ubi Art Framework, який використовується в Origins . Сюди входить нова система динамічного освітлення, яка освітлює або виділяє силуети персонажів залежно від їхнього оточення, а також стелс-секції, які використовують світло й тінь, а також плавну інтеграцію 3D-елементів у 2D-середовища, що стало помітним у 3D-модельованих босах гри та монстри.
Гра на смартфоні, заснована на стилі мистецтва Legends, Rayman Fiesta Run, була розроблена компанією Pastagames і випущена для iOS і Android пристроїв 7 листопада 2013 року. Він є сиквелом попередньої назви, Rayman Jungle Run.
На PS4 та Xbox One Rayman Legends скористалася перевагами покращених специфікацій. Це означає, що гра використовує нестиснуті текстури та має скорочений час завантаження між рівнями. Бонусні костюми Rayman з версій для PS3 і Xbox 360 також доступні в цих версіях.
Порт Nintendo Switch, спільно розроблений Pastagames (який пізніше співпрацюватиме з Ubisoft над <i id="mwsw">Rayman Mini</i>), під назвою Definitive Edition, був випущений у вересні 2017 року.
У 2020 році Ubisoft оголосила про кампанію «Зіграй свою роль, грай вдома» під час пандемії COVID-19 . У рамках цієї кампанії користувачі ПК змогли отримати безкоштовну цифрову копію Rayman Legends (серед інших ігор) на веб-сайті Ubisoft.

## Критика
| Агрегатор  | Оцінка                                                                                            |
| ---------- | ------------------------------------------------------------------------------------------------- |
| Metacritic | PC: 89/100 PS3: 91/100 WIIU: 92/100 X360: 90/100 VITA: 87/100 PS4: 90/100 XONE: 91/100 NS: 84/100 |

| Видання       | Оцінка     |
| ------------- | ---------- |
| Edge          | 9/10       |
| GameSpot      | 9/10       |
| GamesRadar+   | PS4/XONE:  |
| GameTrailers  | 9.1/10     |
| Giant Bomb    | VITA/WIIU: |
| IGN           | 9.5/10     |
| Nintendo Life | 9/10       |
| Polygon       | 8.5/10     |

Згідно з агрегаторами рецензій Metacritic і GameRankings, Rayman Legends отримала загальне визнання критиків (отримавши відповідно 92 % і 93 % позитивних відгуків і балів). Edge поставив грі 9/10, високо оцінивши її, сказавши: «Один із найбільш радісних, яскравих уявлень і відкритих платформерів, які з'являлися за довгий час».
Версія гри PlayStation Vita отримала загальну оцінку 33/40 від Famitsu.
GamesRadar поставив грі 4,5 із 5 зірок, похваливши різноманітність рівнів і презентацію, водночас розкритикувавши подекуди хаотичну багатокористувацьку гру та деякі розділи сенсорного екрану під час соло гри.
Том МакШі з GameSpot оцінив гру в 9,0/10, похваливши ігрову механіку, дизайн рівнів і місцевий кооператив.
GameTrailers поставив грі оцінку 9,1/10, заявивши, що кооперативна гра на Wii U GamePad «лише доповнює дизайн гри».
Хосе Отеро з IGN оцінив гру 9,5/10, похваливши ігровий процес і дизайн рівнів, сказавши, що «Звичайно, Rayman починається з простого бігу, стрибків і ударів, але перш ніж ви це зрозумієте, ви прокрадаєтеся повз десятки смертоносних пасток, битви з величезними босами або проходження неймовірних рівнів викликів, схожих на музичні відео 90-х. Кожного разу, коли я думав, що знайшов особисту улюблену сцену, наступна приходила і замінювала її», але критикував відсутність онлайн-кооперативу
Danielle Riendeau з Polygon оцінила гру на 8,5/10, сказавши, що це «гарно розроблена рукавиця».
Томас Вайтхед з Nintendo Life дав версії Wii U «відмінно» 9/10, заявивши, що вона «близька до досконалості», але з «невеликими помилками». Він розкритикував коротку тривалість гри, але додав, що «чітко усвідомлюючи це, розробники зробили ці години надзвичайно славними».

### Продажі
Незважаючи на те, що Legends перевершила Origins за перший тиждень у міжнародних продажах, причому версія для Wii U продала найбільше копій, гра не виправдала очікувань продажів. За даними Ubisoft, станом на листопад 2013 року продажі гри наближалися до мільйона одиниць. На початку листопада 2014 року Ubisoft повідомила, що Rayman Legends все ще добре продається та сприяє прибутку компанії.